# Nuevo Urecho
Nuevo Urecho là một đô thị thuộc bang Michoacán, México. Năm 2005, dân số của đô thị này là 7722 người.